# Гурьевск (административно-территориальная единица)

Город областного подчинения Гурьевск — административно-территориальная единица Кемеровской области Российской Федерации. Административный центр — город Гурьевск.
С точки зрения муниципального устройства входит в состав Гурьевского муниципального округа.

## История
18 января 1935 в составе Западно-Сибирского края образован Гурьевский район с центром в Гурьевске. В результате административных реформ Гурьевский район вначале вошёл в состав Новосибирской области, а с 1943 в состав Кемеровской области. С 1963 по 1986 Гурьевск входил в состав Беловского района. 12 января 1987 года вновь был создан Гурьевский район с центром в Гурьевске.
5 апреля 1941 года рабочий посёлок Салаир Гурьевского района Кемеровской области отнесен в разряд городов районного подчинения с сохранением прежнего наименования.
С января 2006 года образован Гурьевский муниципальный район, город Гурьевск получил статус городского поселения, Салаир стал административным центром Салаирского городского поселения. В октябре 2019 года Гурьевский муниципальный район преобразован в Гурьевский муниципальный округ.

## Населённые пункты
Город областного подчинения Гурьевск в общей сложности состоит из 4 населённых пунктов и является сложносоставной административно-территориальной единицей, состоящей из собственно города Гурьевска и подчинённого администрации Гурьевска города районного подчинения Салаира, которому в свою очередь подчинены сельские населённые пункты Гавриловка и Салаирский Дом Отдыха (строго по законодательству Кемеровской области это две административно-территориальные единицы: сам город областного подчинения и город районного подчинения).
| №        | Населённый пункт      | Тип населённого пункта        | Территориальная единица                                                | Население |
| -------- | --------------------- | ----------------------------- | ---------------------------------------------------------------------- | --------- |
| 1        | Гавриловка            | посёлок                       | сельский населённый пункт, административно подчинённый городу Салаиру  | 64        |
| 2        | Гурьевск              | город, административный центр | город областного подчинения Гурьевск                                   | ↘21 487   |
| 3        | Салаир                | город                         | город районного подчинения, подчинённый администрации города Гурьевска | ↘6747     |
| 4        | Салаирский Дом Отдыха | посёлок                       | сельский населённый пункт, административно подчинённый городу Салаиру  | 123       |
| 4.000001 | итого                 |                               | 28 992                                                                 |           |